# Bubba Nickles
Bubba Nickles (Merced, 8 de março de 1998) é uma jogadora de softbol estadunidense, que joga na posição de utilitária (utility player).

## Carreira
Nickles compôs o elenco da Seleção dos Estados Unidos de Softbol Feminino nos Jogos Olímpicos de Verão de 2020 em Tóquio, onde conquistou a medalha de prata após confronto contra a equipe japonesa na final da competição.